# Патријарх московски Алексије II
Патријарх московски Алексије II (рус. Алексий II), световно Алексеј Михајлович Ридигер (рус. Алексей Михайлович Ридигер; Талин, 23. фебруар 1929 — Москва, 5. децембар 2008) је био 16. врховни предстојатељ Руске православне цркве.

## Биографија
Рођен је као Алексеј Михајлович Ридигер у Талину, у Естонији, у породици руских емиграната; потомак је племићке породице балтичких Немаца Фон Ридигер, која је у 18. веку прихватила православље. Дипломирао је на Лењинградској духовној богословији 1949. године. Постао је ђакон 1950. (а касније свештеник и монах); дипломирао је на Лењинградској духовној академији 1953. године. Постављен је за епископа Талина и Естоније 14. августа 1961; за архиепископа је изабран 23. јуна 1964, а 25. фебруара 1968, у 39. години, за митрополита. Од 1986. до избора за патријарха био је митрополит Новгорода и Лењинграда. Након смрти патријарха Пимена I (1990), Алексије је изабран за новог патријарха Руске православне цркве.
Мало се зна о његовом личном животу. Резиденција патријаршије се налази у Переделкину, предграђу Москве; чине је 350 година стара обновљена црква, музеј и троспратна кућа. Постоји и зимска резиденција — стан у центру Москве. Обе резиденције истовремено су му служиле као дом и канцеларија патријарха. За обављање својих дужности користио је аутомобил који је био под заштитом федералних агената. Као монаху није му дозвољено да поседује било какву имовину; резиденције и аутомобили су власништво Московске патријаршије.

## Контроверзе
- Према документима које је из Русије кришом изнео Василиј Митрокин и која су објављена у Енглеској 1999, патријарх Алексије II је наводно био агент КГБ-а током совјетске ере. Према Митрокину, његово тајно име Алексија II је било Дроздов и регрутован је 28. фебруара 1958.[1] Руска православна црква верује да су ови документи кривотворени.
- Патријарх Алексије II је био доследно против хомосексуалности у Русији, а посебно против геј парада у Москви и Санкт Петербургу. Црква „непроменљиво подржава институцију породице и осуђује нетрадиционалне односе, видећи у њима изопаченост од Бога дате људске природе“, писао је Алексије II.[2]

## Награде

### Друге награде
- 1999: Награда Браћа Карић